# Рапла
Рапла (ест. Rapla) — місто в західній частині Естонії, адміністративний центр повіту Рапламаа.

## Географія
Місто розташоване західній частині Естонії на горбистій рівнині біля шосе Таллінн-Вільянді, на березі річки Вігала. Відстань до Таллінна по шосе - 53 кілометри. Висота над рівнем моря - 67 метрів.

## Історія

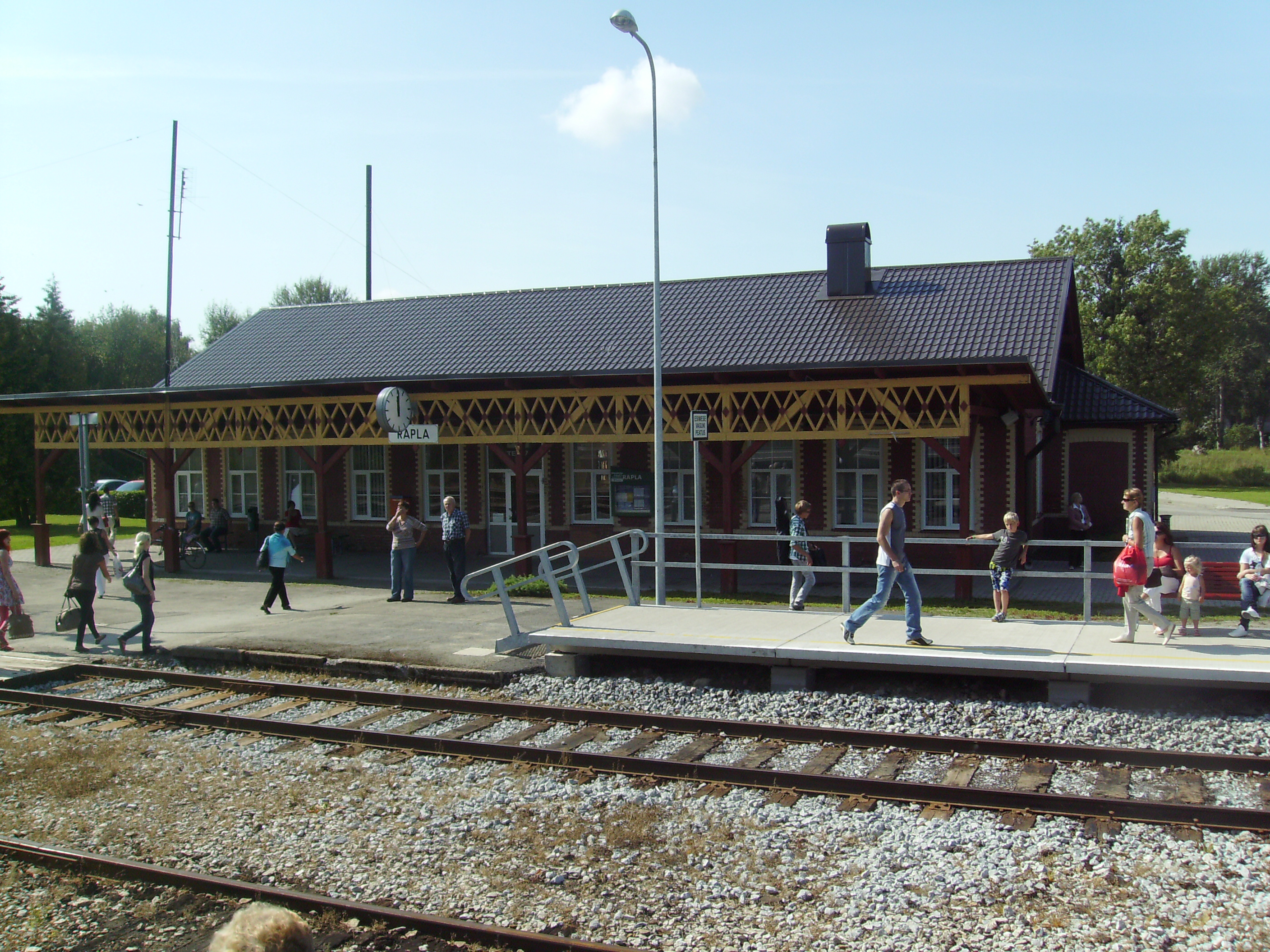
Залізнична станція в Рапла

У писемних джерелах це місце вперше згадується 1241 року в датській поземельній книзі, тут знаходилося село зі 8 акрами оброблених полів. Населення села на той час приблизно становило 50–60 осіб. До кінця XIII століття село утвердилось як місцевий центр. Приблизно в той же час був побудований цистерціанський монастир.
Церква, яка була центром поселення, знищена вщент під час Північної війни та була відновлена аж 1738 року.
Як повітове містечко Рапла стає розвиватися лише наприкінці ХІХ століття. 1866 року тут було відкрито аптеку, 1868 року — сільську школу, 1888 року — лікарню. У 1893 році було засновано Товариство тверезості. На той час у Рапла також були гостьовий будинок, кегельбан, 8 магазинів і дві корчми.
У 1898 році був відкритий цегельний завод, а в 1900 році через місто була побудована залізнична колія лінії Таллінн-Вільянді. 1931 року до залізничної колії була приєднана гілка, що вела до прибережного селища Віртсу, розібрана в 1968 році. Стару кам'яну церкву було знесено наприкінці ХІХ століття та збудовано нову в романському стилі. Всього в Рапла наприкінці століття було 20 будівель, половина з яких належала установам. На той час місті вже проживало 120-130 осіб.
1913 року Рапла було 20 кам'яних, 60 дерев'яних будинків і близько 1000 мешканців.
1945 року Рапла отримало статус селища, в 1993 - статус міста.
У 1950-1991 роках селище Рапла було центром Рапласького району.
1971 року була побудована залізниця широкої колії між Таллінном і Рапла.
2002 року місто Рапла було об'єднано з муніципалітетом і утворено нова адміністративна одиниця.

## Населення
За переписом населення 2011 року в місті Рапла проживало 5202 особи. З них 4981 (95,75%) були естонцями.
Чисельність міста Рапла з 1913 по 2020 роки.
| Рік       | 1913 | 1941  | 1959    | 1979    | 1989    | 2000    | 2006    | 2011    | 2019    | 2020    |
| --------- | ---- | ----- | ------- | ------- | ------- | ------- | ------- | ------- | ------- | ------- |
| Населення | 253  | ▲ 735 | ▲ 3 073 | ▲ 5 599 | ▲ 6 271 | ▼ 5 758 | ▼ 5 682 | ▼ 5 202 | ▼ 5 069 | ▼ 5 003 |

## Світлини

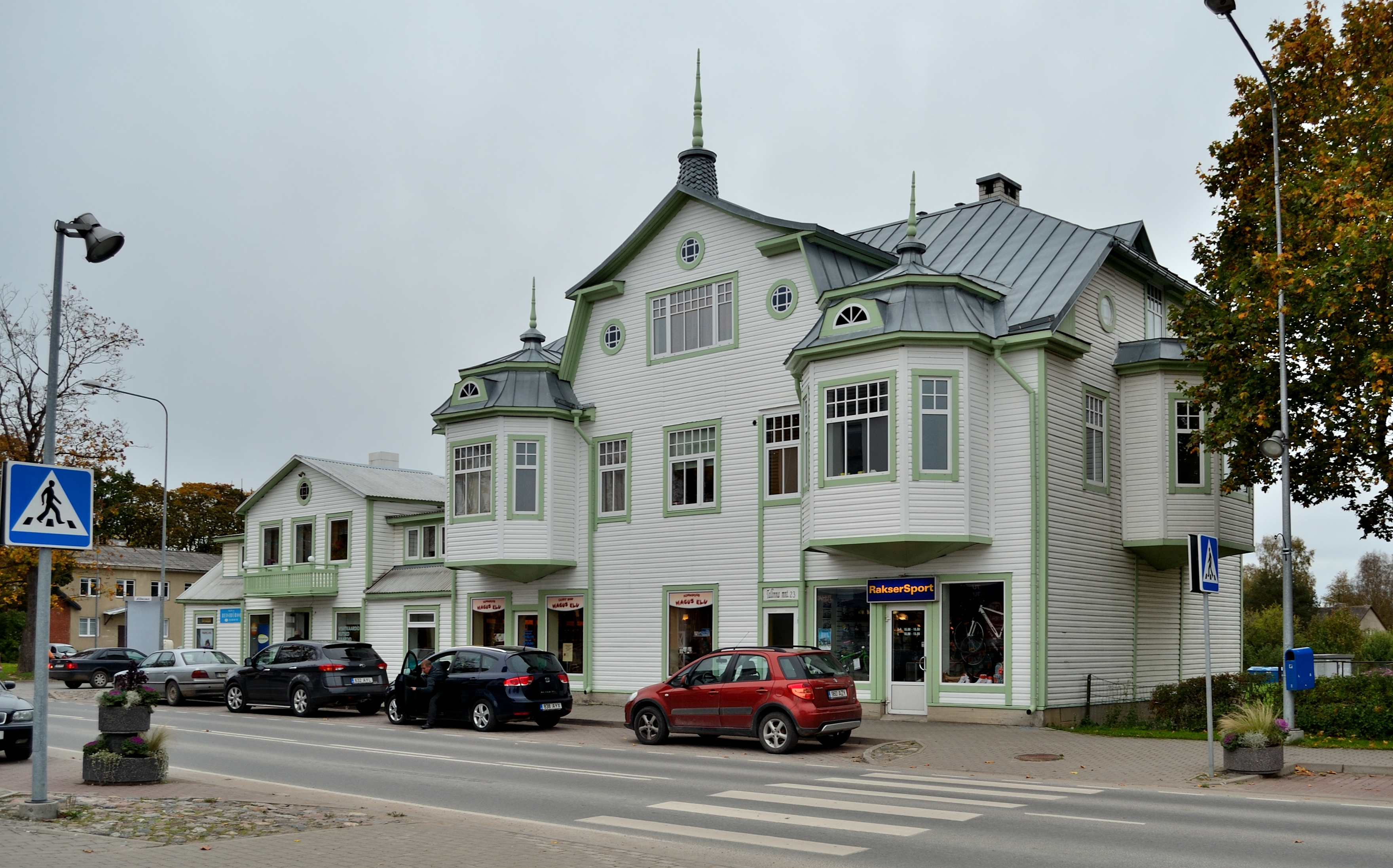
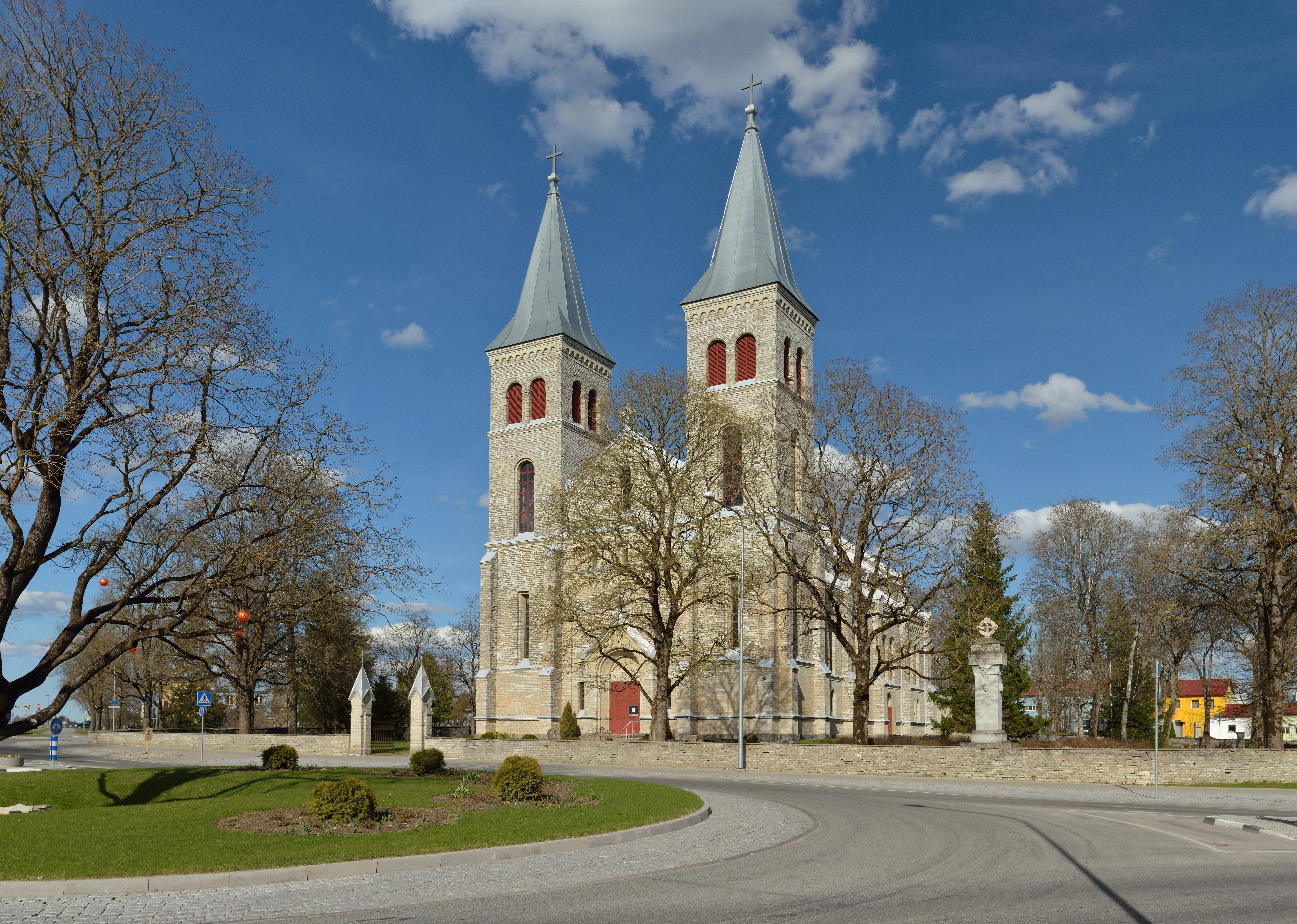
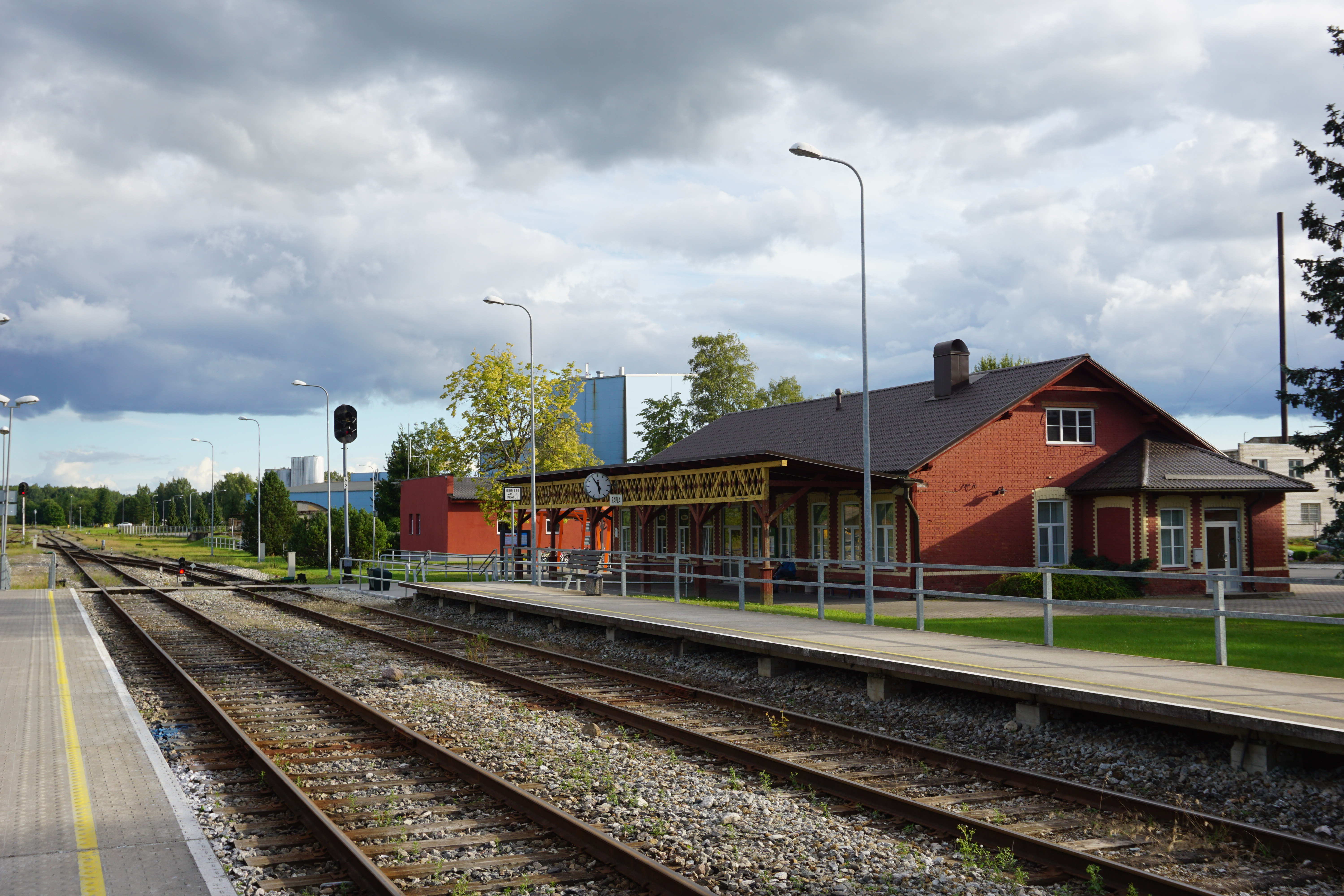
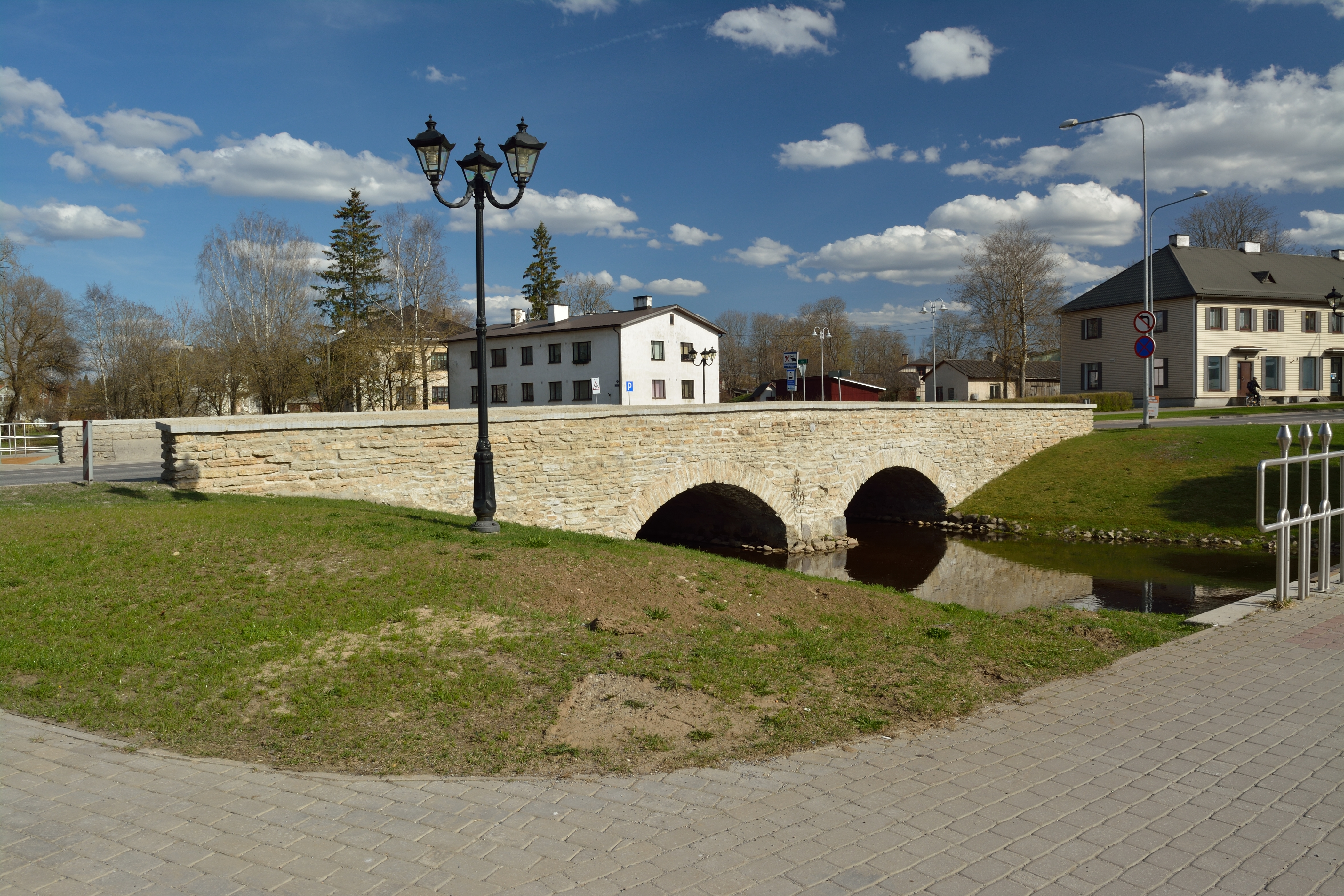
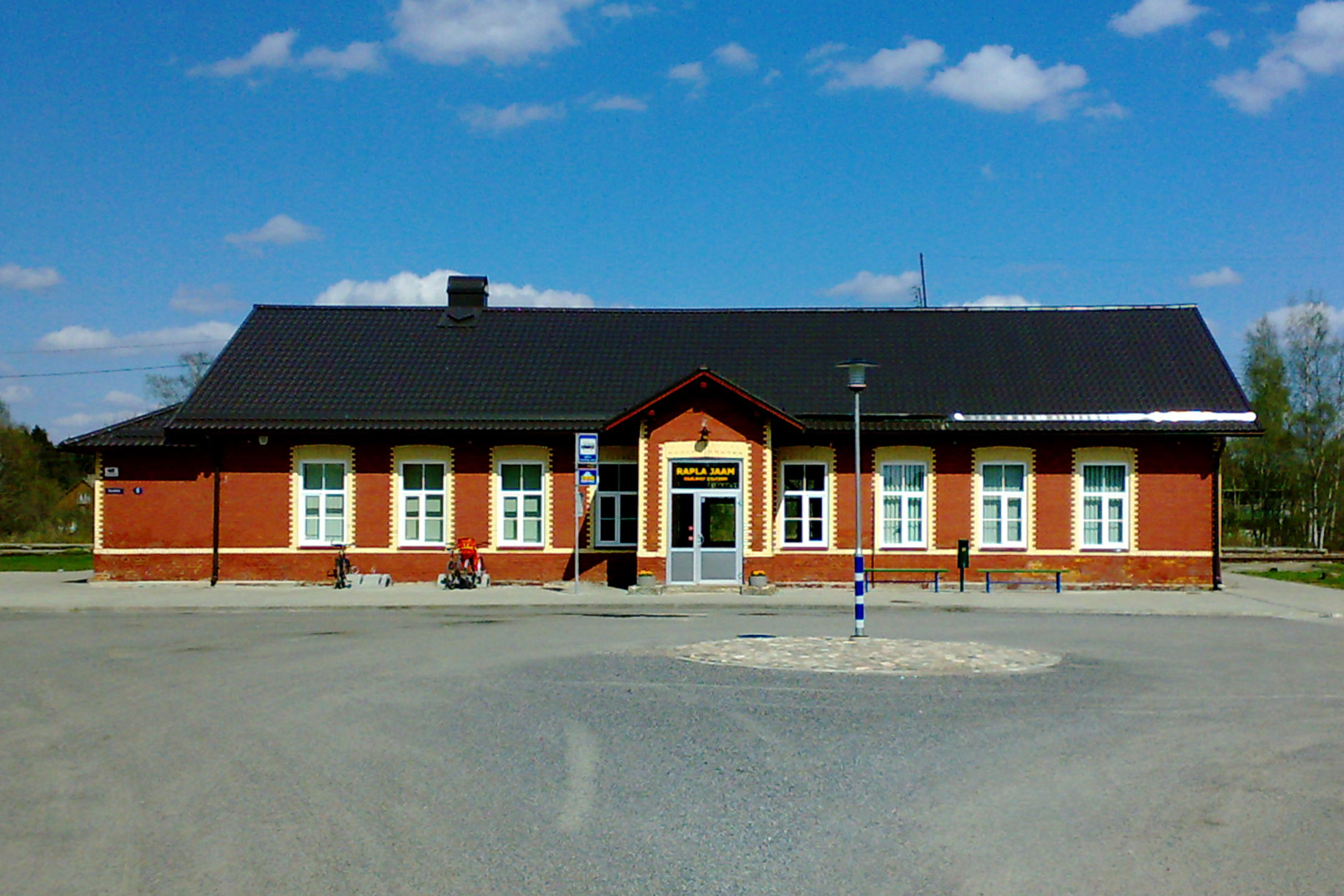
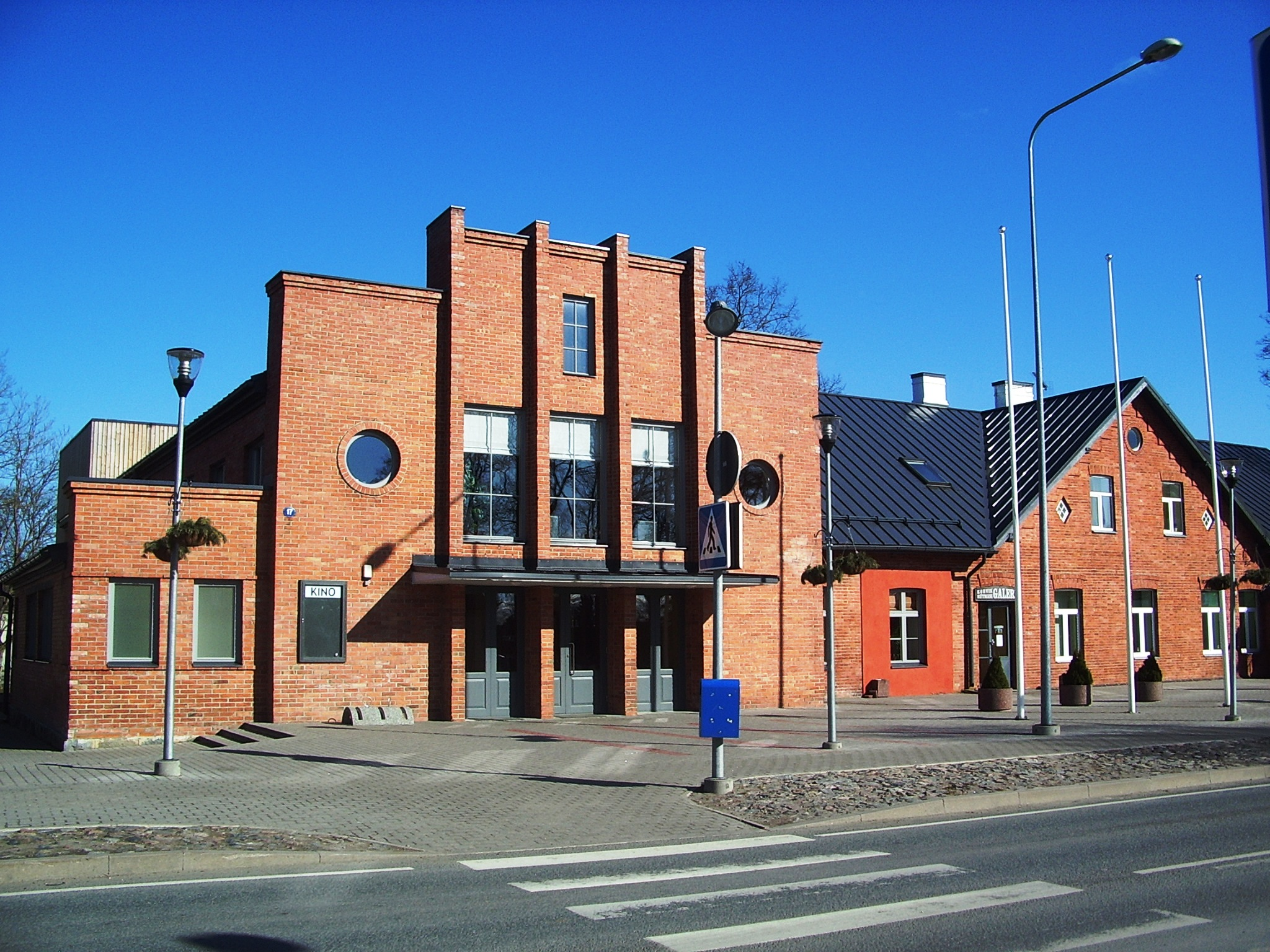
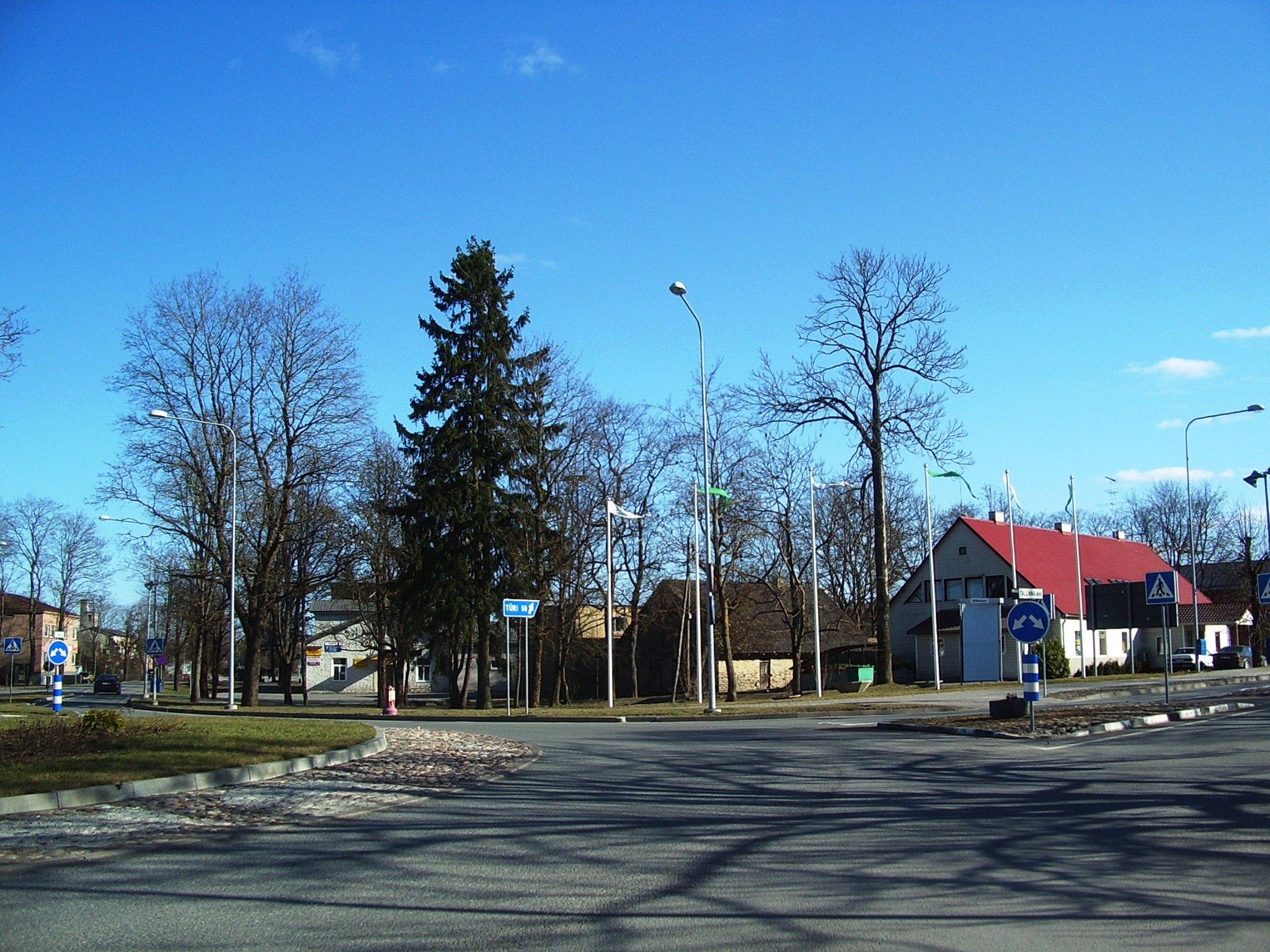
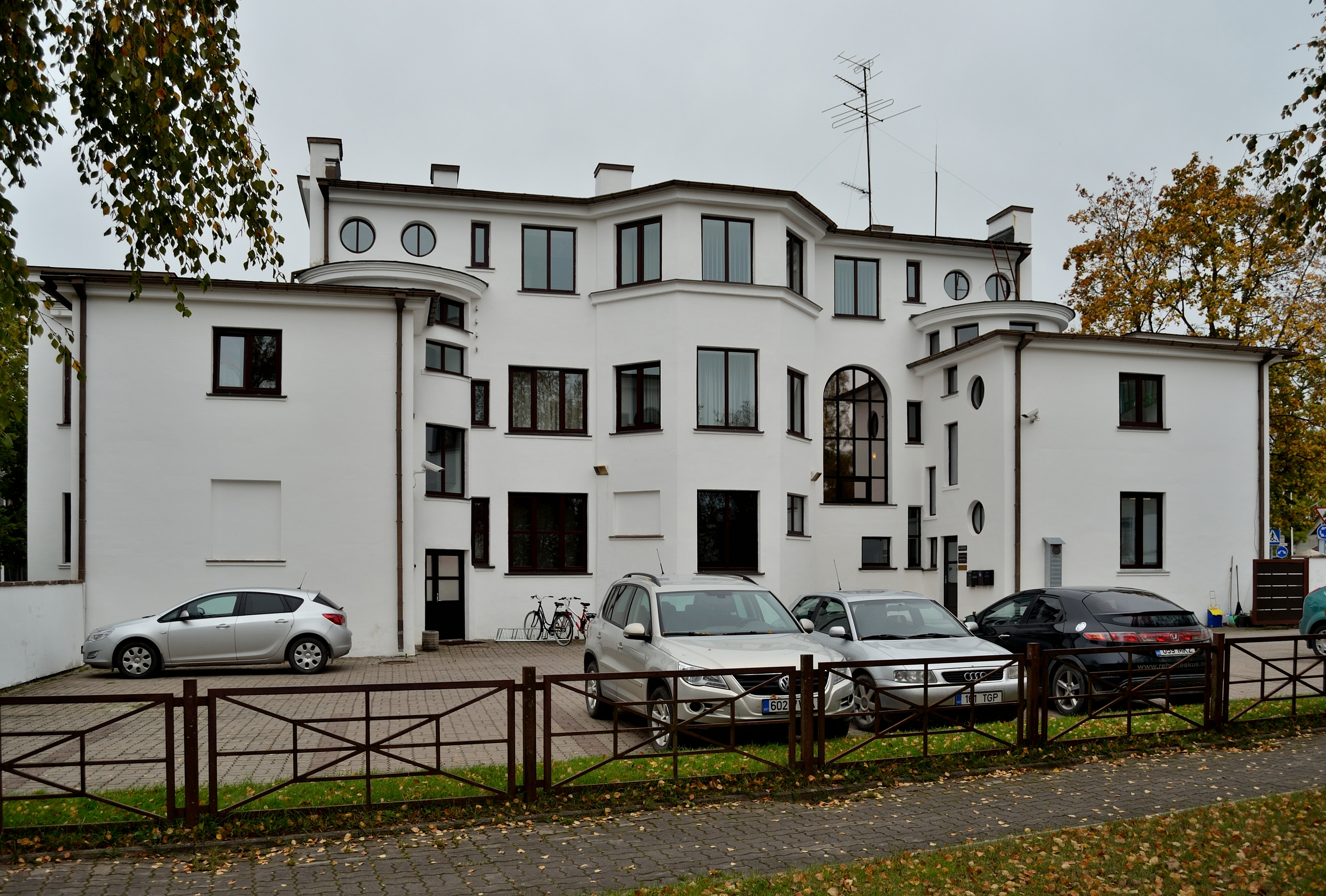
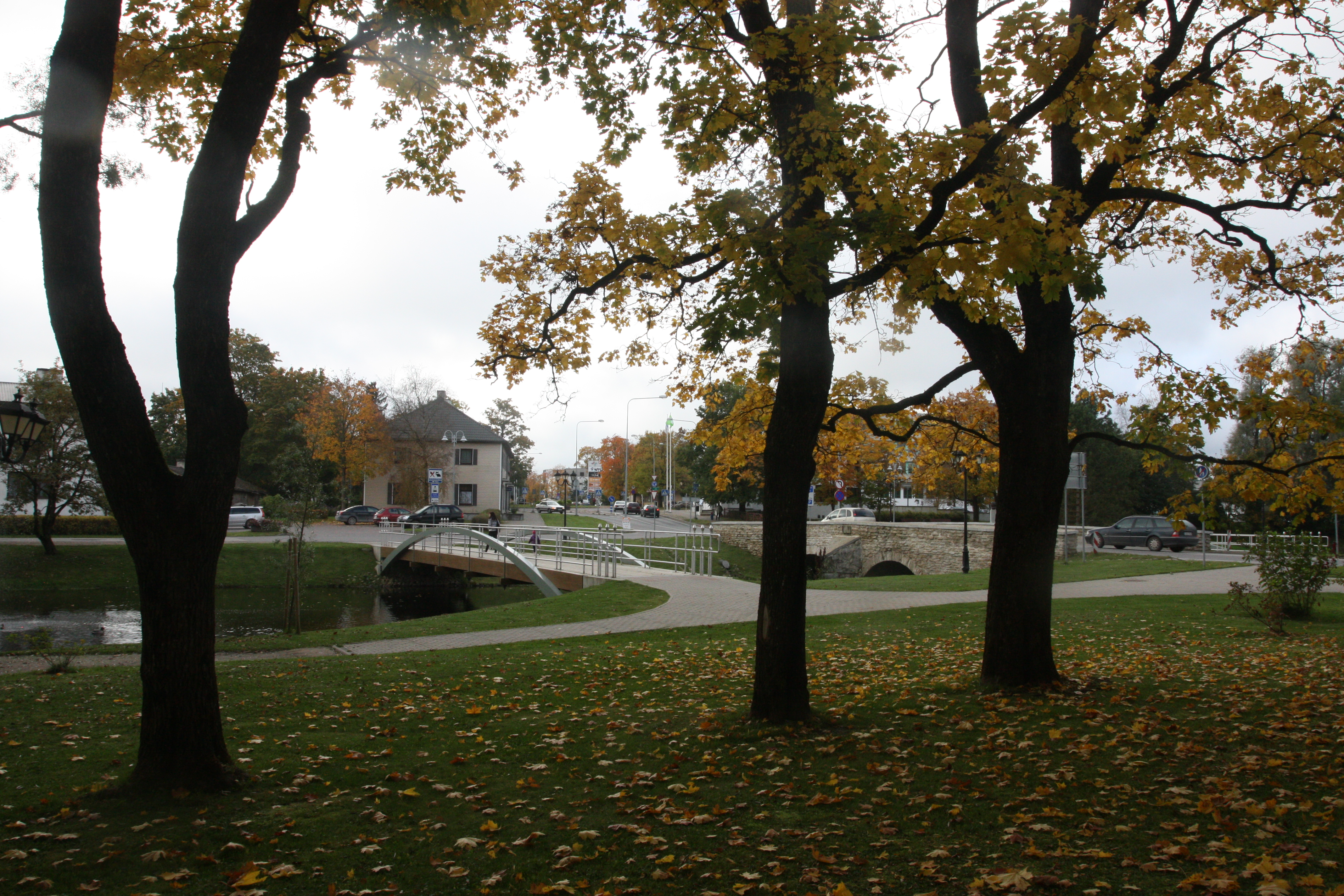
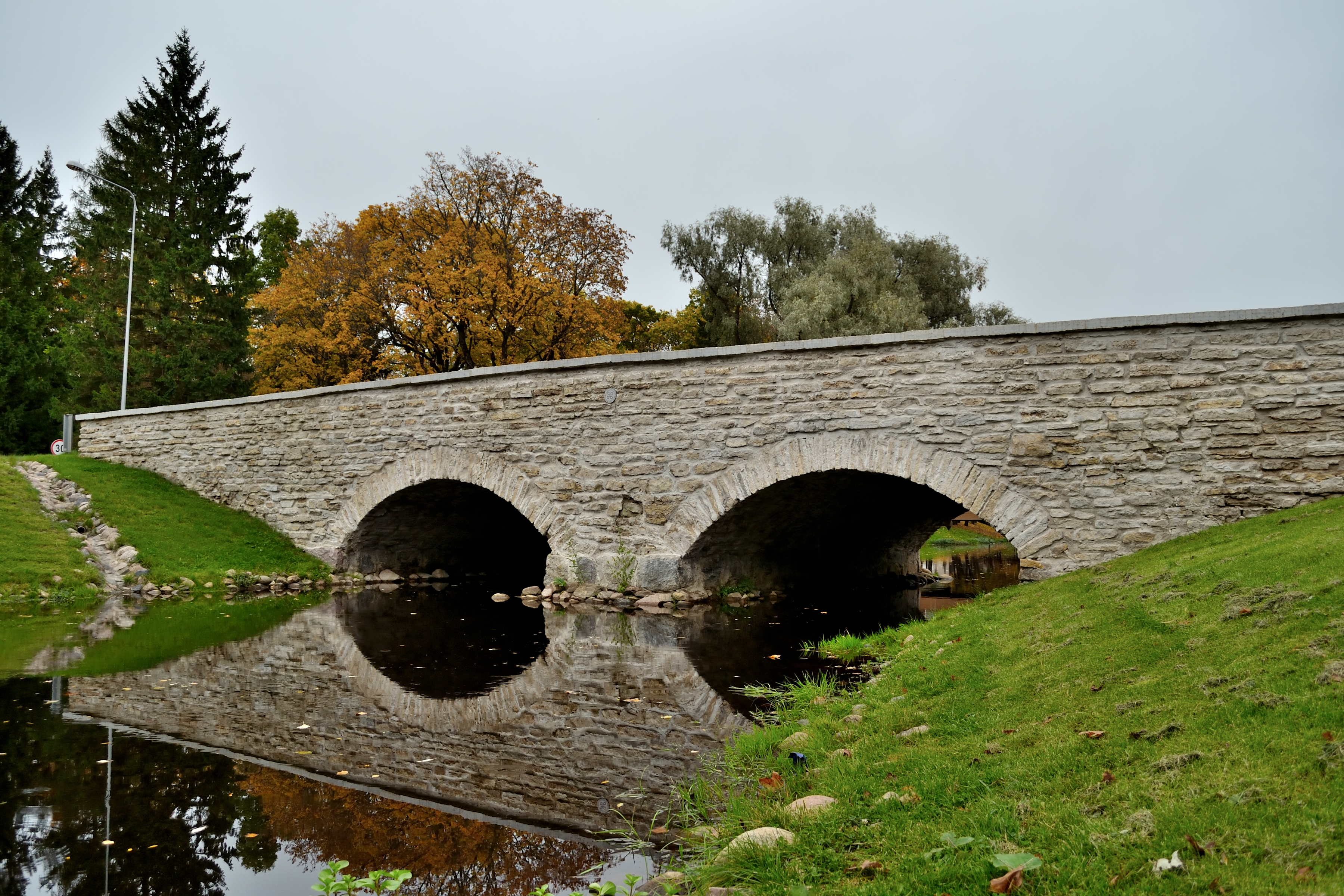

## Відомі люди
- В'ячеслав Заховайко (нар. 29 грудня 1981) — естонський футболіст, уродженець міста.
- Анне Вєскі (нар. 27 лютого 1956) — радянська та естонська співачка.
- Пярт Уусберґ (нар. 16 грудня 1986) — естонський актор, композитор та диригент.
- Юрі Поотсманн (нар. 1 липня 1994) — естонський співак.
- Крістііна Егін (нар. 18 липня 1977) — естонська поетеса та перекладачка.

## Міста-побратими
- Мадона, Латвія